# Cyclamen repandum
Cyclamen repandum är en viveväxtart. Cyclamen repandum ingår i släktet cyklamensläktet, och familjen viveväxter.

## Underarter
Arten delas in i följande underarter:
- C. r. creticum
- C. r. repandum

## Bildgalleri

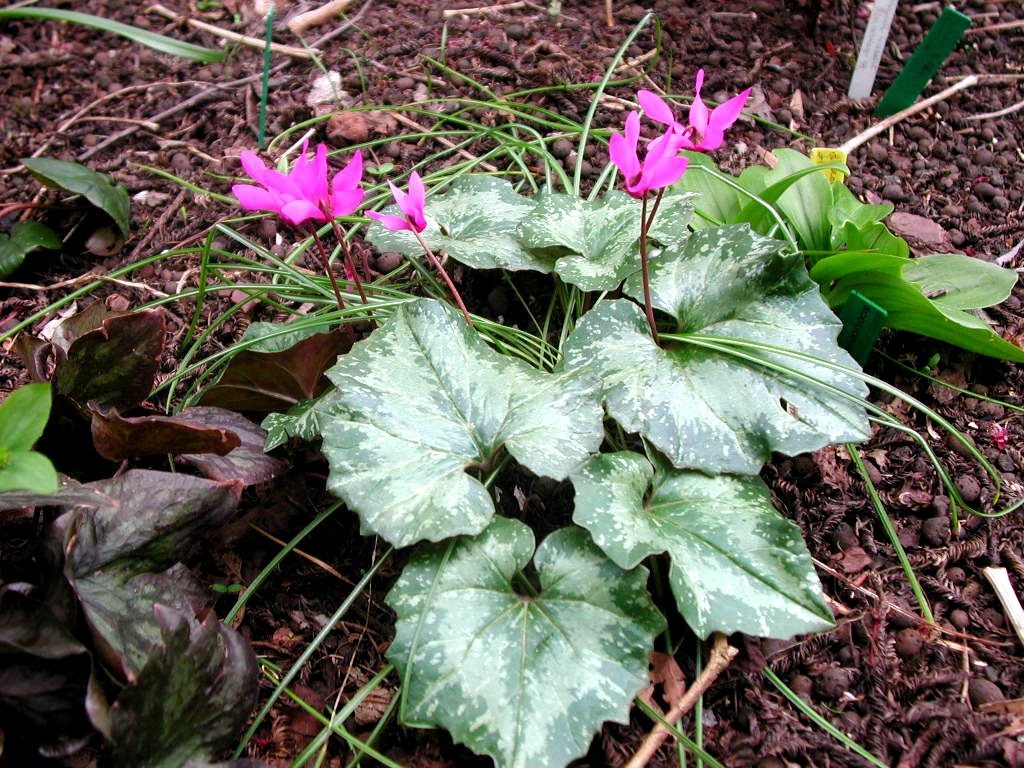
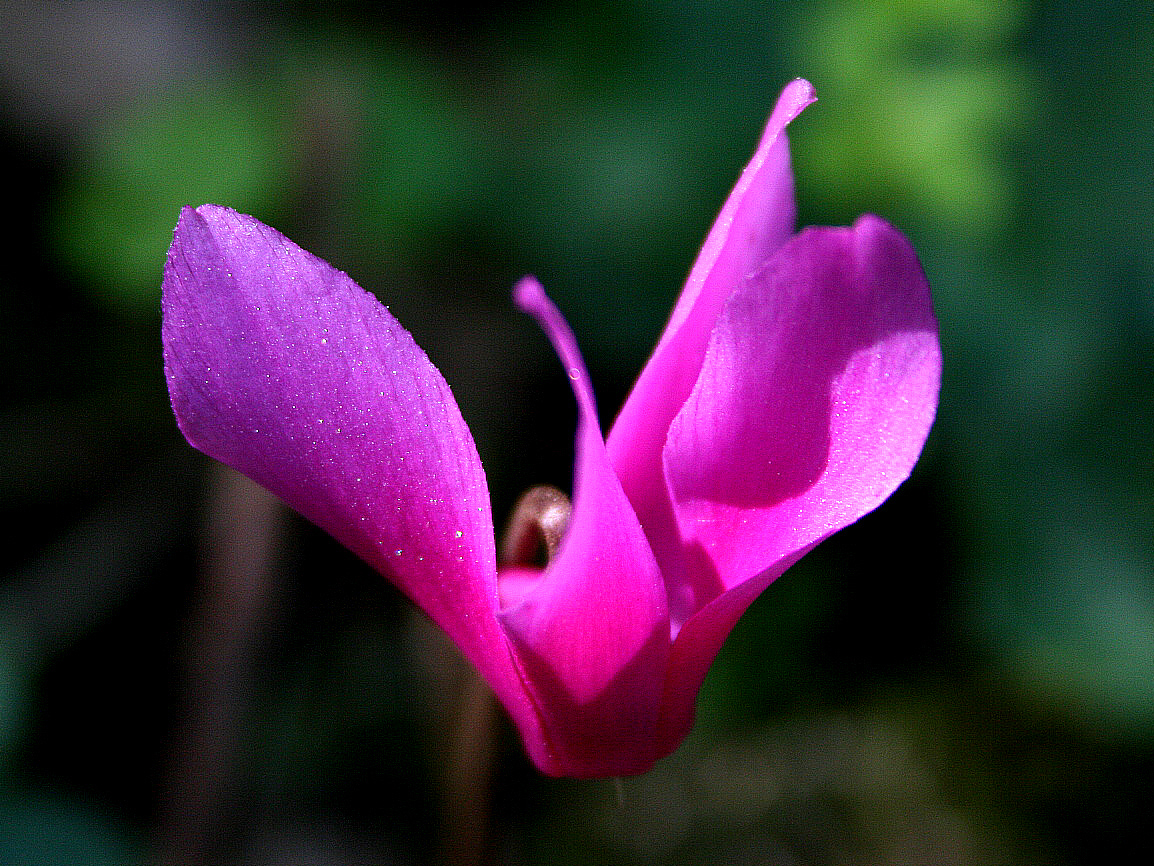
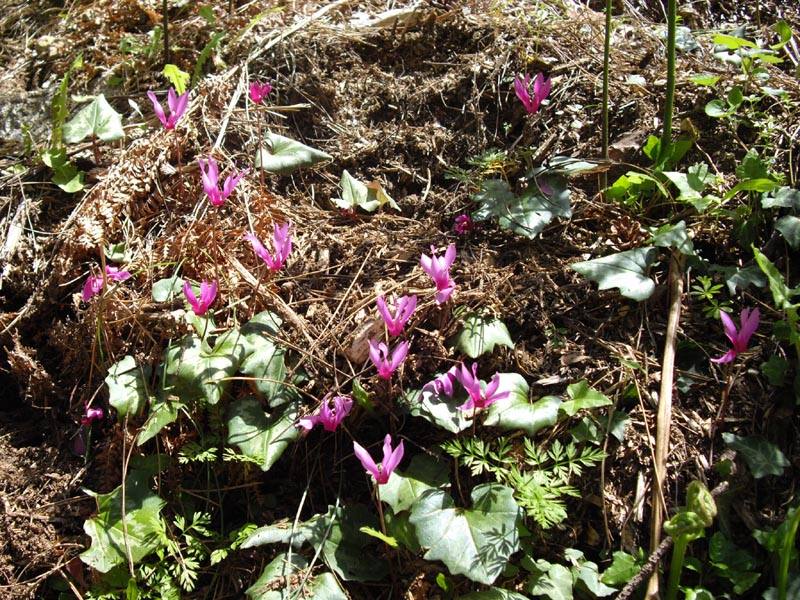
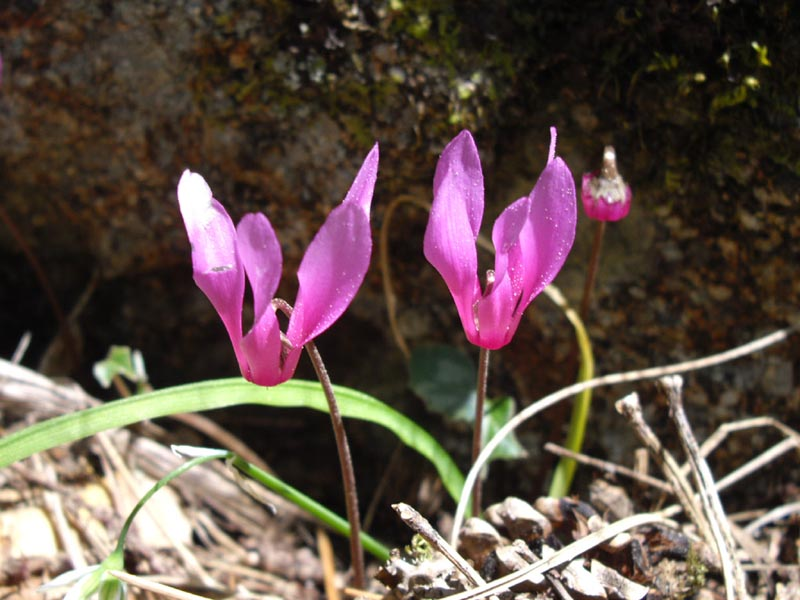
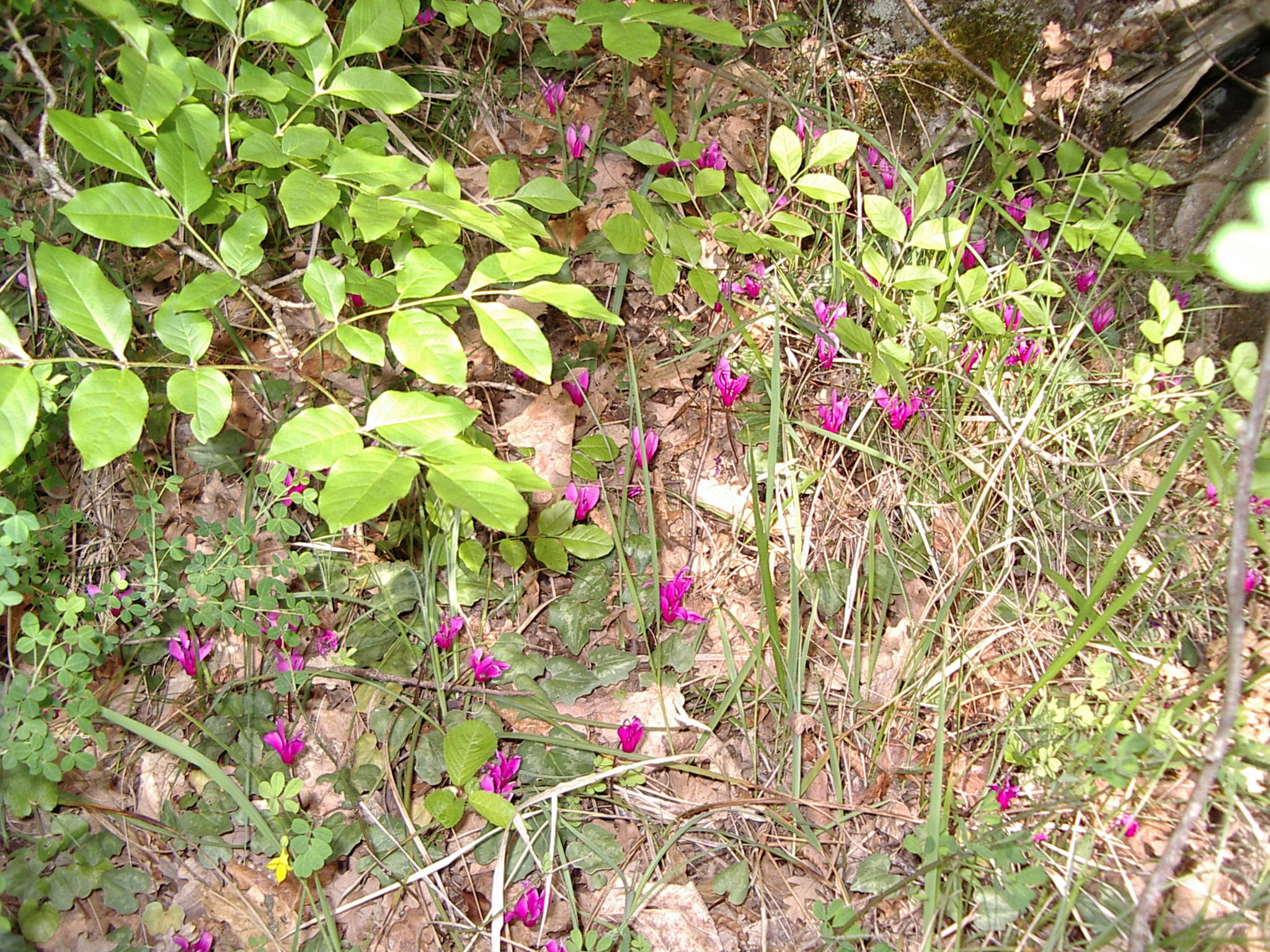
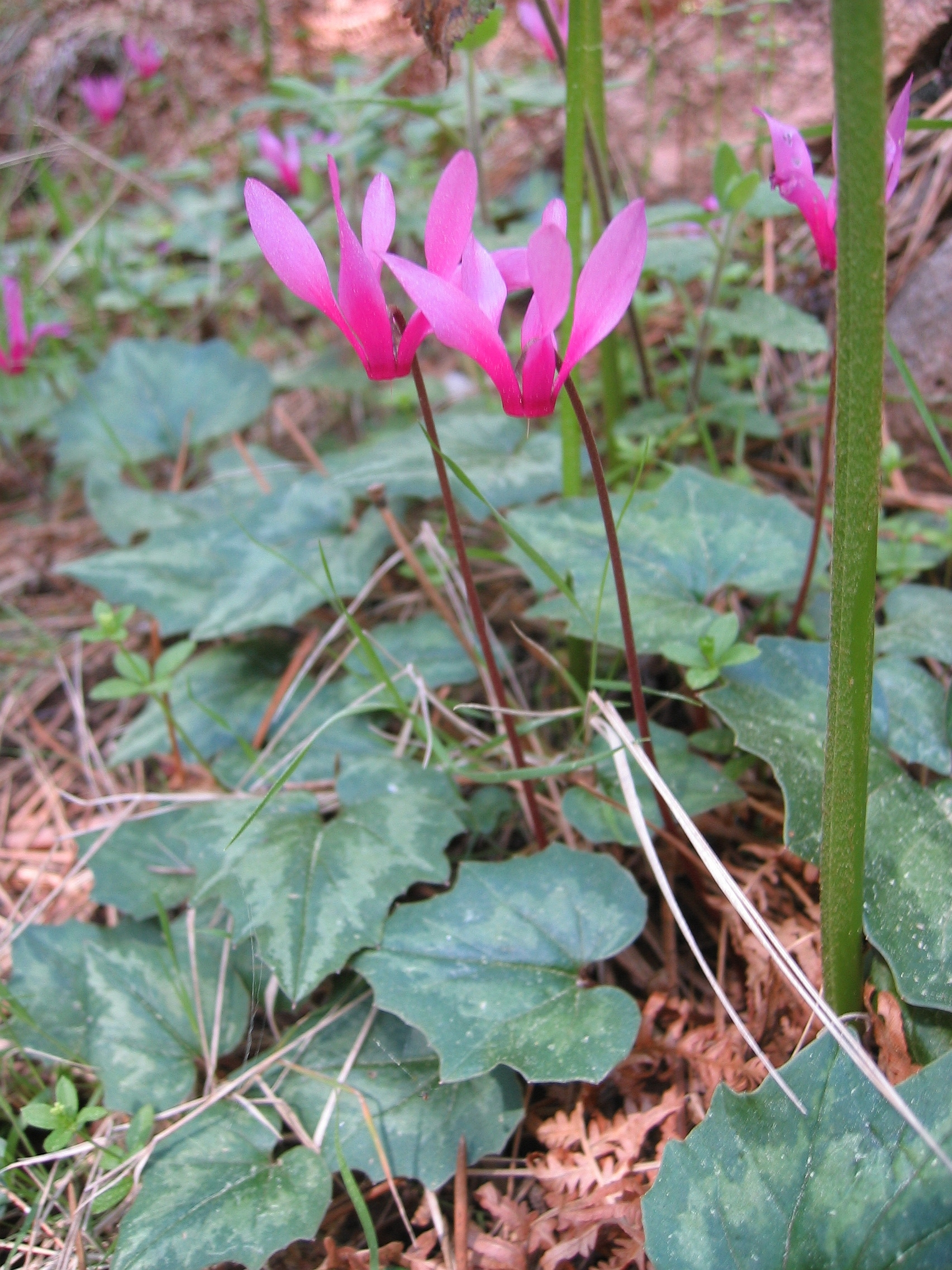